# Örendere
Örendere ist ein Ortsteil (Mahalle) im Landkreis Kozan der türkischen Provinz Adana mit 208 Einwohnern (Stand: Ende 2024). Im Jahr 2011 zählte Örendere 197 Einwohner. Örendere liegt etwa 18 km nördlich der Kreishauptstadt.